# Le Roi des sept mers
Le Roi des sept mers est le deuxième volume de la bande dessinée de Jean-Michel Charlier (scénario) et Victor Hubinon (dessin): Barbe-Rouge paru en 1962 chez Dargaud dans la collection « Pilote ».

## Résumé
Barbe-Rouge permet à Eric de gagner de quoi payer ses études à l'Académie navale de Londres en l'emmenant à bord du Faucon noir. Eric, révulsé par la cruauté des pirates, décide d'aller à Londres plus tôt. Devenu le souffre-douleur de ses camarades, il prend sa revanche en devenant le meilleur élève.
Il fait évader Barbe-Rouge de sa prison de Londres, où il a été emprisonné après avoir été trahi. Il décide d'avouer à son père adoptif qu'il ne veut plus être pirate. Il parvient à se glisser sur un navire faisant route vers les Indes.